# Nová urbánní sociologie
Nová urbánní sociologie se rozšířila v 60. a 70. letech 20. století z Francie do Itálie a poté do USA. Tento směr nelze považovat za školu. Novou urbánní sociologii lze vymezit marxistickým pohledem a novou definicí městské problematiky – dříve okrajové jevy jako například plánování, turismus či konzumerismus se dostávají do popředí a staví tak novou urbánní sociologii do opozice proti „přírodnímu“ pojetí městského prostoru. Tento směr byl ve své době živen radikalismem, čemuž je možno připsat jeho malou životnost. Pokud lze hovořit o konci nové urbánní sociologie, faktem zůstává, že nejznámější a stále činnou postavou tohoto směru je Manuel Castells, který má blízko k otázkám kolektivní spotřeby a městských sociálních hnutí. Castells se však postupem času proti nové urbánní sociologii vymezil a položil tím základy nové diskuze, která tvoří rámec dalších výzkumů.